# Adenocarpus cincinnatus
Adenocarpus cincinnatus là một loài thực vật có hoa trong họ Đậu. Loài này được (Ball) Maire miêu tả khoa học đầu tiên.